# Ashfordský černý mramor

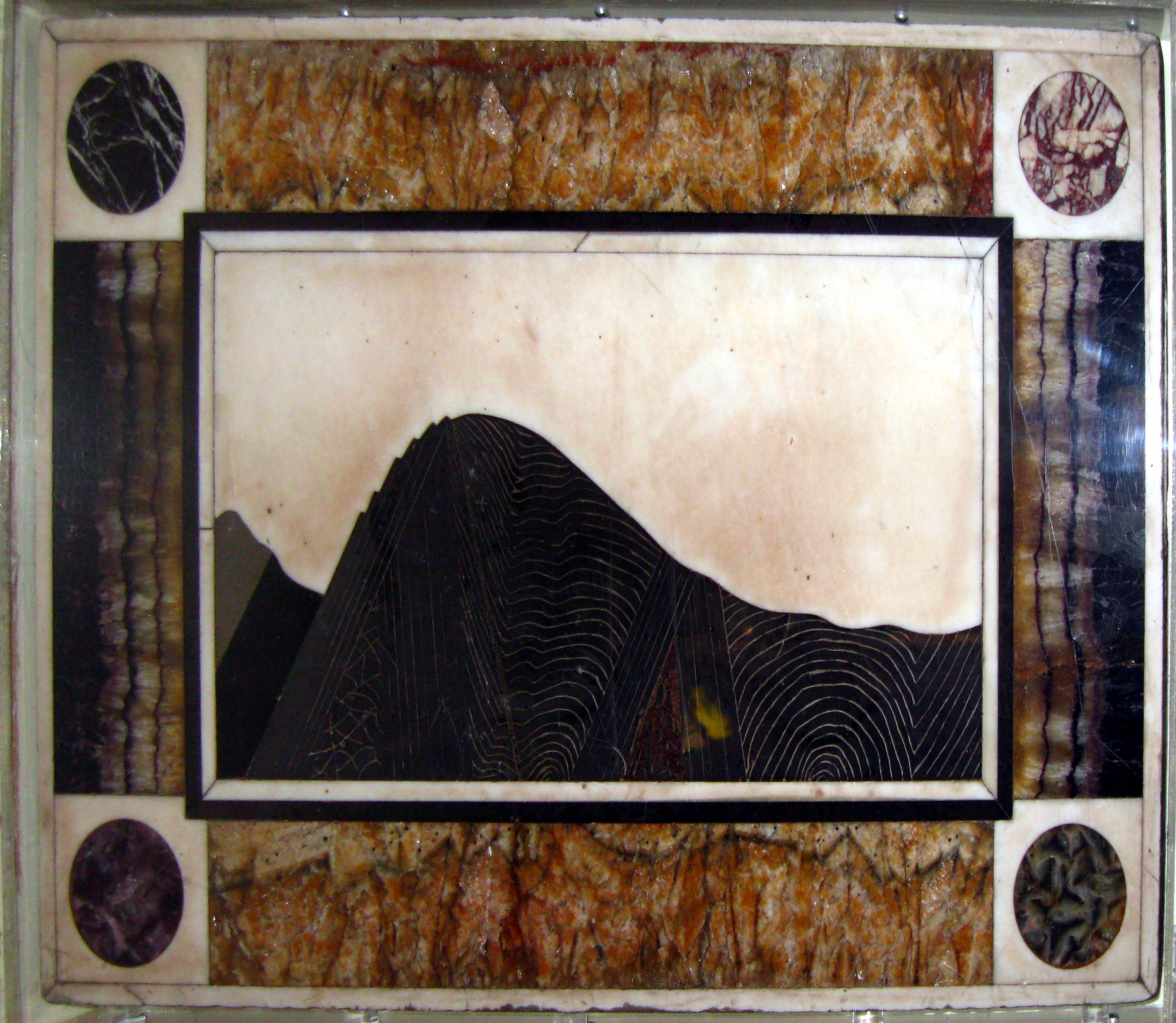
Diagram kopce Ecton Hill vytvořený z ashfordského černého mramoru a dalších hornin

Ashfordský černý mramor je označení pro tmavý vápenec, těžený v dolech u obce Ashford-in-the-Water v anglickém hrabství Derbyshire. Když je obroušený a naleštěný, je jeho jasně černý povrch vysoce dekorativní. Ashfordský černý mramor je velmi jemnozrnná sedimentární hornina a navzdory svému pojmenování to z geologického hlediska není skutečný mramor. Pomocí techniky známé jako pietra dura může být vykládán jinými drahými kameny nebo minerály. V Muzeu a umělecké galerii města Derby se nachází diagram kopce Ecton Hill vytvořený z ashfordského černého mramoru a dalších hornin.

## Historie
Dekorativní využití této místní horniny bylo zjištěno i v prehistorických nálezech, ale první zaznamenanou osobou, která mramor využívala je Bess of Hardwick v roce 1580.
Henry Watson, strýc derbyshirského geologa White Watsona, je považován za jednu z klíčových postav, zasluhujících se o rozvoj místního průmyslu vykládání ashfordského černého mramoru v 50. letech 18. století. Watson také vlastnil vodou poháněnou továrnu v obci Ashford-in-the-Water.
Během konce 18. a začátku 19. století vzkvétala výroba a obchod s urnami, obelisky a dekorativními předměty z ashfordského černého mramoru. John Mawe měl v obci Matlock Bath muzeum věnované této hornině a hned vedle se nacházelo další muzeum, kde Ann Raynerová vystavovala své rytiny, vytvořené do černého mramoru diamantem. Nyní se nachází mnoho exemplářů rytin a dekorací z ashfordského mramoru v Derbském muzeu, Buxtonském muzeu a Chatsworth House. Při vykopávkách u hostince Seven Stars v Derby bylo roku 2009 objeveno obrovské množství nezpracovaného ashfordského černého mramoru. Spekulovalo se, zda horniny nebyly opuštěny, když se jejich zpracovatel v 80. letech 19. století přestěhoval.

## Geologie
Navzdory svému pojmenování mramor je hornina čistě sedimentárního původu. Jedná se o tmavý, jemnozrnný vápenec bohatý na uhlík. Obsahuje také značné množství živice, která mu dává tmavě šedé zabarvení, jež se po vyleštění a očištění změní na leskle černé. Primárním zdrojem této horniny byl důl Arrock a později roku 1832 Rookery Plantation, oba blízko obce Ashford-in-the-Water.

## Zpracování

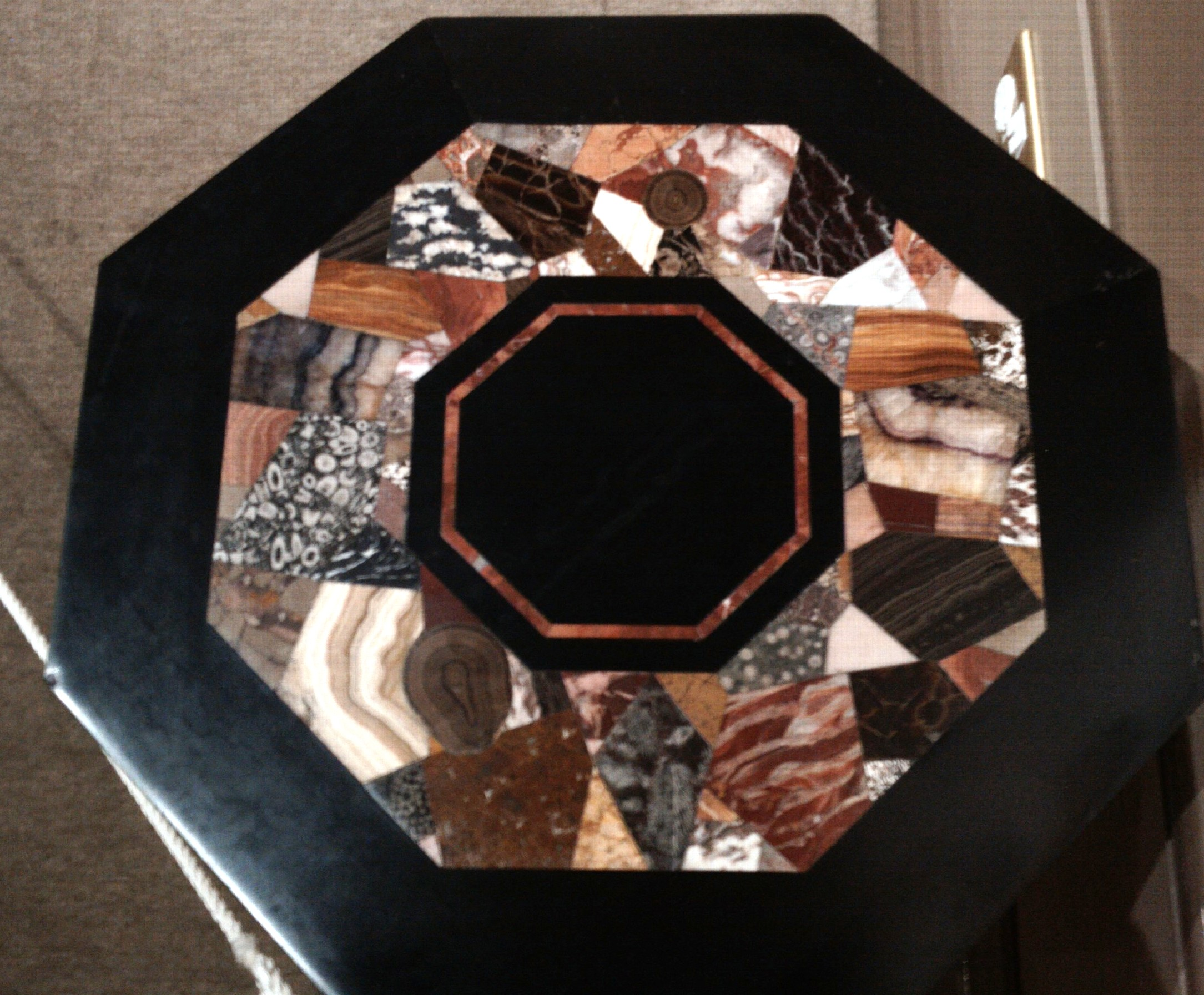
Vykládaný stolek v Derbském muzeu

Vápenec může být vysoustružen pro výrobu urn, svícnů a podobných předmětů nebo ořezán pro výrobu hladkých objektů, například obelisků či závaží. Muzeum a umělecká galerie města Derby vlastní sbírku předmětů vytvořených z ashfordského černého mramoru, získanou z vykládačské dílny vlastněné rodinou Tomlinsonových. Sbírka zahrnuje i kusy připravené na vytvoření pozadí z černého mramoru. Barevné horniny pro vložení do ashfordského mramoru jsou šedé, modré a fialové minerály vytěžené u vesnice Monyash, červené a bílé minerály z vesnice Sheldon nebo fluorit z castletonského dolu Blue John. Nejvzácnější minerál, známý jako „Vévodova červená“, je tak vzácný, že je uložen v Chatsworth House. Některé z kombinací zde popsaných jsou k vidění na vykládaném stolku (obrázek vpravo), který se nachází v Derbském muzeu.
Na konci 80. let 18. století začal geolog White Watson vytvářet vysvětlující geologické destičky. Využil při tom ashfordský černý mramor, do kterého vkládal další horniny reprezentující podloží v různých částech hrabství Derbyshire. Derbské muzeum vlastní jeden z nich – diagram kopce Ecton Hill (obrázek nahoře).
William Martin, který jednu dobu pracoval s Watsonem, vytvořil první vědeckou studii fosílií. Ve své knize Petrifacta Derbiensia tvrdí, že Watsonův strýc a jeho spolupracovníci v dole na černý mramor nazvali některé zkameněliny v této hornině „krokodýlí ocasy“, protože si myslely, že jde o pozůstatky krokodýla.
V umění vykládání ashfordského černého mramoru pokračoval v 90. letech 20. století Don Edwards, který vedl obchod v derbyshirské vesnici Tideswell. Roku 2006 Buxtonské muzeum oznámilo, že koupilo sbírku černého mramoru po Johnu Michaelu Tomlinsonovi. Ten, po tom co zjistil, že se jeho předci věnovali zpracování ashfordského černého mramoru, strávil více než 50 let vytvářením sbírky zaměřené na tuto horninu.